# Agrilus auroguttatus
Agrilus auroguttatus é uma espécie de besouro-jóia nos Estados Unidos, conhecida pelo nome comum de broca de carvalho manchada de ouro. É um besouro de madeira mais conhecido por destruir bosques de carvalhos na Floresta Nacional de Cleveland, no condado de San Diego, Califórnia, nos Estados Unidos. Foi originalmente considerada uma subespécie da espécie da América Central Agrilus coxalis, e grande parte da literatura se refere a ela por esse nome, mas agora é considerada uma espécie separada, conhecida apenas do Arizona e da Califórnia.

## Descrição
A broca de carvalho manchada de ouro adulta é de cor verde metálico escuro fosco com três manchas amarelas características em cada asa anterior. Tem cerca de um centímetro de comprimento. A larva é branca e sem pernas e atinge 18 milímetros de comprimento. É extremamente difícil distinguir do Agrilus coxalis, uma espécie conhecida do México e da Guatemala.

## História e impacto
Uma mortalidade significativa de carvalhos foi observada na área a partir de 2002 perto de Descanso, Califórnia. Pensava-se que a seca estava causando o declínio até que pesquisas revelaram evidências de danos a árvores saudáveis. Na investigação, foi determinado que o agente causador do dano era Agrilus auroguttatus (identificado erroneamente como A. coxalis ), um besouro não observado anteriormente na área. As espécies arbóreas mais afetadas são o carvalho-vivo-da-costa ( Quercus agrifolia ) e o carvalho-negro-da-califórnia ( Quercus kelloggii ). O carvalho vivo do canyon ( Quercus chrysolepis ) e o carvalho de folha de prata ( Quercus hypoleucoides ) também são afetados. O inseto foi visto pela primeira vez na região em 2004, no Parque Estadual Cuyamaca Rancho, e foi confirmado como causador de danos aos carvalhos em 2008, quando adultos e larvas foram coletados das árvores hospedeiras.
Pouco se sabe sobre a história de vida do inseto, se ele é introduzido ou se deslocando para a área como parte de uma expansão de área natural, ou sua distribuição atual.
Desde que os carvalhos mortos foram vistos pela primeira vez perto de Descanso, foram encontrados danos em 67% dos carvalhos examinados em pesquisas, e cerca de 13% das árvores estavam mortas. A região afetada é uma área de 50 por 40 quilômetros principalmente dentro dos limites da Floresta Nacional nas Cordilheiras Peninsulares a leste de San Diego. Os danos do besouro assumem a forma de galerias de alimentação larval enegrecidas reveladas na madeira quando os pica-paus removem a casca, manchas vermelhas e pretas na casca que ocorrem quando a seiva é drenada do floema danificado, coroas acinzentadas em árvores feridas e ramos e galhos mortos. O adulto deixa orifícios de saída em forma de D na parte externa da árvore.
Inicialmente, estimou-se que 15.000 árvores individuais foram mortas por esta praga. Em 3 de setembro de 2011, o San Diego Union-Tribune publicou uma correção desta estimativa por pesquisadores da UC Riverside que coloca o número em 80.000 árvores mortas. Árvores mortas aumentam a probabilidade e a gravidade de incêndios florestais nesta área já altamente propensa a incêndios.
A pesquisa atual visa localizar um predador ou parasitóide que preda as larvas do besouro, mas não terá sério impacto em outras espécies nativas. Até que mais estudos produzam sugestões para o manejo desse inseto-praga, o Serviço Florestal dos EUA aconselha os trabalhadores florestais a usar diretrizes de contenção agora em prática para o controle de pragas semelhantes de besouros de joias, como a broca de cinza esmeralda e a broca de bétula de bronze. Se o besouro foi introduzido na área, pode ter entrado na lenha. Os cientistas desaconselham o transporte de madeira de carvalho, pois pode espalhar a praga.